# Teritorialnost
Teritorialnost je vedenje živali, povezano z obrambo območja, na katerem živijo osebki določene populacije. Povezana je lahko z razmnoževanjem, s hrano ali skrivališčem.
Pojav teritorialnosti je značilen za nekatere mehkužce, rake, žuželke, predvsem pa za vretenčarje. Teritorialnost je zelo razvita pri žužkojedih in planilskih pticah. Živalim zagotavlja varno pridobivanje hrane, razmnoževanje in nego zaroda. Navadno na območju, ki ga zaseda populacija, obstaja hierarhija prevlade močnejših osebkov nad šibkejšimi. Posledica teritorialnosti je pogosto ohranjanje določenega števila osebkov neke populacije v določenem okolju. 
Gre torej za mehanizem, ki uravnava številčnost populacije. Teritorialnost se kaže v različnih oblikah. Ne pojavlja se pri vrstah, pri katerih življenjske potrebe niso izrazito omejujoče. Pri obrambi se osebki postavljajo v posebne poze, razkazujejo značilno obarvanost telesa, izločajo vonljive snovi in na ta način sporočajo osebkom iste vrste ali drugih vrst, da je območje oz. teritorij zasedeno in da ga nameravajo braniti, če bo to potrebno. 
Teritorialnost je lahko občasen (npr. ptice v času gnezdenja) ali stalen (npr. pri svizcu) pojav.